# ローサは密告された
『ローサは密告された』（ローサはみっこくされた、原題：MA'ROSA）は、ブリランテ・メンドーサによるフィリピンのドラマ映画。第69回カンヌ国際映画祭のパルムドールに出品された。カンヌ国際映画祭では、ジャクリン・ホセが女優賞を受賞した。第89回アカデミー賞外国語映画賞のフィリピン代表作品になったが、候補には至らなかった。

## あらすじ
マニラのスラム街に暮らすローサは、夫と小さなコンビニエンスストアを経営している。4人の子供を養う為、店では「アイス」も売っている。「ローサ、アイスを売って。食うためにいるんだ」「だったらうちで食べていきな」－それはスラム街の住人たちの間で交わされる覚醒剤の隠語である。
ある日、ローサ夫婦は密告され、逮捕される。暴力的な取り調べを受け、理不尽な額の保釈金を要求される。腐敗した警察は押収した薬物を横流しし、没収した現金で宴会を開く。両親の釈放の為、子供たちは金策に走る。親族に無心し、家電を売り、体を売る。それでもまだ足りない。ローサは家族を署に残し、不足を工面しに行く。

## 出演者
- ジャクリン・ホセ（英語版）：ローサ
- フリオ・ディア（英語版）：ネストール
- ジョマリ・アンヘレス：カーウィン
- ニール・ライアン・セセ（英語版）：オリバレス
- メルセデス・カブラル（英語版）：リンダ
- アンディ・アイゲンマン（英語版）：ラケル
- マーク・アンソニー・フェルナンデス（英語版）：カストル
- フェリックス・ローコー（英語版）：ジャクソン
- マリア・イサベル・ロペス（英語版）：ティルデ

## 評価
レビュー集約サイトRotten Tomatoesでは、78%の支持を受けている。